# Luis Lacasa Navarro
Luis Lacasa Navarro (Ribadesella, 1899 - Moscou, 1966) fou un arquitecte i urbanista espanyol.
Titulat per l'Escola Tècnica Superior d'Arquitectura de Madrid el 1921, va ampliar estudis d'urbanisme a Alemanya. Va ser un dels introductors del moviment racionalista a Espanya i se'l considera membre de l'anomenada Generació del 25.
Va participar en concursos i va guanyar entre d'altres: el concurs per a erigir l'Hospital Provincial de Toledo (1926-1931), i el concurs per a construir l'Institut Nacional de Física i Química de la Fundació Rockefeller (l'Edifici Rockefeller, 1927-1932), ambdós al costat de Manuel Sánchez Arcas.
En la Residència d'Estudiantes es va fer amic d'Alberto Sánchez Pérez, Federico García Lorca, Luis Buñuel, i altres. Va construir el nou edifici per a la Residència d'Estudiants a la Ciutat Universitària de Madrid (1928-1932), que després de la guerra civil es va repartir entre els Col·legis Majors Jiménez de Cisneros i Antonio de Nebrija, i va realitzar, juntament amb Josep Lluís Sert, el Pavelló d'Espanya en l'Exposició de París de 1937.
A l'acabar la guerra es va veure obligat a exiliar-se i va marxar a Moscou, on va viure fins a la seva mort. Solament va tornar a Espanya en un curt viatge el 1960. Lacasa va ser un dels tres arquitectes que va ser sancionat pel Col·legi d'Arquitectes de Madrid.